# 尚加尼区
尚加尼區是索馬利亞的一個區，位於首都摩加迪休中心，並由該國東南方的巴納迪爾州所轄。

## 外部鏈結
- Districts of Somalia （页面存档备份，存于）
- 尚加尼區行政區域圖 （页面存档备份，存于）